# Разрушение Киева в 1941 году
Разрушение Киева в 1941 году — серия взрывов и пожаров в оккупированном немцами Киеве осуществлённых органами НКВД СССР после сдачи города в ходе поражения Красной армии в Киевской оборонительной операции, взрывы привели к разрушению важных объектов инфраструктуры и жизнеобеспечения (электростанции, водопровода, мостов через Днепр, административных зданий), памятников архитектуры и жилых домов в центре города, преимущественно на Крещатике. В результате данных событий исторический центр Киева серьезно пострадал.

## Тактика выжженной земли
Во время Второй мировой войны советскими войсками на оставлявшейся территории уничтожались многие объекты (заводы, жилые дома, мосты, нескошенные поля, склады продовольствия и ГСМ, железнодорожные пути и т. д.).
В Киеве заминировали все важные объекты жизнеобеспечения — электростанции, водопровод, объекты железнодорожного транспорта, мосты через Днепр и подступы к ним, почтамт, телеграф, АТС, все крупные административные здания, Успенский собор Киево-Печерской лавры, музей Ленина, оперный театр, отдельные большие жилые дома в центре города.

## Исполнители
Не существует единой точки зрения относительно ответственных за уничтожение именно исторической части Киева 1941 года.
1. По одной из версий, подрыв Крещатика и прилегающих улиц организовали подразделения НКВД. Во время войны на инженерных диверсиях специализировалась в частности ОМСБОН НКВД.
Прежде всего были осуществлены подрывы мостов. Когда 17 сентября 1941 года основные силы советских войск начали отступление из Киева на левый берег Днепра, 4-я дивизия НКВД должна была остановить продвижение немецких сил. Начальник оперативного управления штаба Юго-Западного фронта И. Баграмян впоследствии вспоминал:
Одним из самых ответственных мероприятий по организации эвакуации Киева являлось обеспечение своевременного взрыва мостов через Днепр. Саперы 37-й армии при непосредственном участии командования 4-й дивизии НКВД закончили подготовку мостов к взрыву еще в первых числах сентября.
 Ответственность за взрыв днепровских мостов возложили на командира 4-й дивизии НКВД Ф. М. Мажирина, которого, по выражению наркома внутренних дел УССР В. Т. Сергиенко, назначили «последним комендантом Киева». 19 сентября были подорваны железнодорожный, Дарницкий, деревянный Наводницкий мосты, мост имени Евгении Бош.
В целом в Киеве действовало несколько диверсионных групп НКВД, в частности группа Ивана Кудри-«Максима».
Документы КГБ подтверждают его участие в минировании и подрыве домов на Крещатике в сентябре 1941 год:
В городе… не прекращались пожары и взрывы, принявшие особенный размах в период с 24 по 28 сентября 1941 года, в числе других был взорван склад с принятыми от населения радиоприемниками, немецкая военная комендатура, кинотеатр для немцев и др. И хотя утвердительно никто не может сказать, кто конкретно осуществлял подобные взрывы, уносившие в могилу сотни “завоевателей”, нет сомнения, что к этому приложили руку лица, имевшие отношение к группе “Максима”. Главное же состояло в том, что заносчивым фашистским “завоевателям” эти взрывы давали понять, что хозяином оккупированной земли являются не они.
По донесениям Кудри, он вместе со своей группой подорвал в Киеве два дома — кинотеатр и комендатуру, в результате чего погибли сотни гитлеровцев". Российский историк спецорганов А. Ведяев считает, что подпольщики таким образом осуществили в Киеве «акцию возмездия».
В то же время украинский писатель Юрий Краснощек на основе архивных материалов КГБ и многочисленных воспоминаний очевидцев, подвергает сомнению роль группы «Максима-Кудри» в диверсии.
В некоторых российских публикациях подрыв Крещатика приписываются группе лейтенанта госбезопасности Карташова-«Коваленко».
2. В минировании Киева принимали участие армейские подразделения. Накануне отступления Красной армии из Киева инженерное подразделение полковника Голдовича 37-й армии заминировало важные объекты жизнеобеспечения Киева. В городе минированием военных, промышленных объектов и транспортных развязок занимались три взвода спецминирования Главного военно-инженерного управления под командованием лейтенантов М. Татарского, Б. Левченко и М. Красикова.
Упоминают также об участии в минировании Киева группы из 50 профессиональных саперов-минеров советского диверсанта-подрывника полковника И. Старинова.
Только под Киевом, не считая самого города, саперы установили около ста тысяч противотанковых и противопехотных мин, шестнадцать километров электрических заграждений, приборы для взрыва на расстоянии по радио. Подрыв заминированных киевских домов советское командование осуществляло дистанционно, с помощью радиофугасов Ф-10.
Начальник инженерной службы штаба обороны Киева майор М. Чукарев в справке «Инженерное обеспечение обороны Киева в 1941 г.» отмечал: «На инженерный отдел штаба обороны города инженерным отделом 37 армии возложили задачу заминировать важнейшие объекты города, которые противник может использовать в своих целях. Эта работа была выполнена в масштабах, разрешенных положением того времени. Сотни мин взрывалось с приходом частей немецкой армии в город Киев. Стены и целые здания падали на головы немецко-фашистских захватчиков».
3. В советскую эпоху в разрушении центра Киева и Успенского собора обвиняли немецких оккупантов. «Свое пребывание в Киеве, — говорилось в советском издании, — гитлеровцы отметили варварским разрушением предприятий, жилых домов, театров, клубов, библиотек, спортивных сооружений и др. Они взорвали и сожгли все дома на центральной магистрали города — Крещатика и прилегающих к нему улицах. От площади Калинина до Бессарабки на месте многоэтажных сооружений остались бесформенные груды железа и кирпича. Разрушение Киева гитлеровцы с провокационной целью приписали действиям большевиков-подпольщиков».

## Сентябрьский пожар
Описание подрыва Києва в романе «Хрещатий Яр» 

«Гримнув сильний вибух...

Ще пару кроків… — біжать люди, залиті кров'ю. 

Один з мокрою, яскраво-червоною хустинкою на голові. 

Другий з м’ясно-червоною маскою, замість обличчя. 

Третій… третій у короткій сорочці, 

що не закриває сорому… 

Ще один, — вже на ношах несуть. Та звідки ж це?

Всі триповерхові скляні вікна універмагу «Людмера» лежать на землі, скло це люто гарчить під ногами, а Мар'яна все ж добігає до рогу. Всі біжать їй назустріч, але ніхто, крім неї, — на Хрещатик.

Над купою руїн — височенний стовп диму й пилу. По другім боці Прорізної… — дитячий магазин… горить, як іграшкова різдвяна ялинка. Напроти магазин спортивного приладдя — палахкотить. Посеред порожнечі вулиці ноші, купка військових…

Цього Хрещатика більш вона вже не побачить, та й ніхто. Відійшов він у країну спогадів, як і той давній Хрещатий Яр, що дав назву цій центральній київській вулиці. На цьому Хрещатику так тепер тихо, як і тоді, коли він ще був Хрещатим Яром. Тільки тоді на лузі корови паслися, річечка жебоніла під вербами, а тепер — вогонь, порожнеча, мертва завороженість, моторошна пауза перед чимось страшним…

Цілий день горить універмаг, а над вечір вогні обох боків Лютеранської злилися докупи й утворили грандіозну вогневу завісу над просвітом Хрещатика.

Возять уже воду цистернами з ярів, з підземних резервуарів, що знайшли біля опери та пожежної команди. Ну, що ж, одне згасять, а друге займається…

День безрадности. Не згасає, а йде далі. Літаки кружляють над пожежею, прибула чужоземна, нібито з Варшави, пожежна команда, — а місто горить. Вже всі вулиці по обидва боки Хрещатицької долини у вогні, вогонь повзе вгору, займаються нові будинки, висаджують ще і ще…"
Немцы задержали советских минеров, в частности лейтенанта Б.Левченко, командира взвода спецминирования Главного военно-инженерного управления. Офицер выдал детальный план минирования Киева и сам принял участие в разминировании. 22 сентября немецкое командование распорядилось очистить город от мин и призвало горожан сообщить об известных им случаях минировании киевских зданий. Немецкие саперы только из здания Музея Ленина изъяли около трех тонн тринитротолуола вместе с радиоуправляемыми минами Ф-10.
Однако не все удалось разминировать. 24 сентября на Крещатике прозвучал взрыв. Взорвали «Детский мир» и бывшую кондитерскую на ул. Крещатик, 27 и 28/2, где размещались штаб 454-й охранной дивизии и пункт приема от населения радиоприемников и противогазов.
От детонации сработало взрывное устройство в гостинице «Спартак» на Крещатике, 30/1, который занимала военная комендатура.
По свидетельствам генерала НКВД В. Дроздова, «под обломками погибли сотни гитлеровских офицеров». А согласно специальному сообщению НКВД УССР от 4 декабря 1941 года, «в результате взрыва здания немецкой комендатуры погибло до 300 немцев, уничтожено несколько десятков автомашин»). Однако военный комендант Киева генерал-майор Курт Эберхард оставил сообщение, что в результате взрыва погибло значительно больше мирных киевлян, которые пришли сдавать свои радиоприемники или стояли в очереди в комендатуру на регистрацию, чем немцев.
От огня занялись другие сооружения. Пожару, который охватил почти весь Крещатик и прилегающие улицы, способствовало то, что большинство домов имели деревянные перекрытия и перегородки, а в дровнях и подвалах хранились дрова и уголь, а на кухнях — керосин. 25 сентября немцы организовали эвакуацию жильцов центральных улиц и взорвали ещё несколько зданий, чтобы остановить распространение огня. Однако пожар продолжался до 29 сентября.

## Разрушение Успенского собора
20 сентября 1941 года советские саперы взорвали смотровую площадку Верхней Лавры. Диверсантам удалось уничтожить штаб и убить командира Arko 134 (артиллерийского управления) 29-го армейского корпуса вермахта полковника (генерала посмертно) барона Ганса-Генриха фон Зейдлица-унд-Голау. Происшествие вызвало большой резонанс и 28 сентября о нем было доложено Гитлеру. Погибший стал самой значительной (по званию и должности) потерей вермахта в ходе битвы под Киевом. 7 октября в результате расследования было установлено, что взрыв был произведен с помощью радиомин. По данным ведущего научного сотрудника отдела истории Лавры Е. П. Кабанця, диверсию осуществил командир взвода спецминирования лейтенант М. С. Татарский под непосредственным руководством полковника А. И. Голдовича (начальника инженерной службы 37-й армии). В своих воспоминаниях Татарский писал, что наблюдение и подрыв были проведены им с Труханова острова, когда в зоне поражения оказалось скопление немцев.
3 ноября был взорван Успенский собор Киево-Печерской лавры. Существует точка зрения, согласно которой это была очередная советская диверсия, с целью убить Йозефа Тисо и высокопоставленных чиновников оккупационной власти, которые должны были осмотреть Лавру. Однако известно, что в октябре 1941 в немецком руководстве шла дискуссия относительно судьбы Лавры. Служащий центрального аппарата Министерства восточных оккупированных территорий доктор Отто Бройтигам предупреждал о негативных последствиях принятого решения:

Под монастырем в киевской крепости, который должен быть подвергнут разрушению, очевидно, имеется в виду знаменитая «лавра», древнейший монастырь России и Украины. <…> Разрушение территории монастыря чрезвычайно задело бы как национальные, так и религиозные чувства, и тем самым нанесло бы тяжелейший удар нашей политике в Украине. Ввиду того, что там захоронено множество монахов, такое действие могло бы рассматриваться как кощунственное осквернение кладбища. Коммунисты не осмелились прикоснуться к лавре и даже, примерно до 1935 г., пускали туда монахов. Мировая общественность, наверное, очень сильно отреагировала бы на разрушение лавры…
Затем 18 октября немцами был издан указ о выселении из Верхней Лавры всех жителей, после чего из Успенского собора были в спешке вывезены наиболее ценные (по мнению нацистов) вещи, в частности собрание икон из коллекции Харитоненко и Порфирия Успенского. Про предположению Е. П. Кабанця, история с «покушением на Тисо» была использована немцами в качестве пропагандистского прикрытия. При этом до приезда высокого гостя взрыв планировалось объяснить несчастным случаем при разминировании. О «неизвлекаемости» советской взрывчатки распускались слухи, а накануне взрыва были расклеены объявления о предстоящих работах по разминированию, причем жителям было предписано на сутки покинуть жилища. Приезд Тисо предоставил более удобное прикрытие, в качестве «диверсантов» были расстреляны трое военнопленных и подготовлен соответствующий доклад. 
Впоследствии ряд высокопоставленных чиновников нацистской Германии утверждали, что взрыв Успенского собора должен был ослабить церковь и национальные чувства украинцев, лишить их идеологичесткого центра. Альберт Шпеер, министр вооружения нацистской Германии, был уверен, что собор был уничтожен по распоряжению рейхскомиссара Эриха Коха как «символ национальной гордости [Украины]».

## Последствия

### Человеческие потери
Количество погибших во время взрывов неизвестно.

### Материальные потери
21 октября 1941 года газета «Украинское слово» описала последствия подрыва исторического центра Киева:
Горела лучшая часть древней столицы Украины. Полностью разрушены и сожжены Крещатик, Николаевская, Меринговская, Ольгинская улицы и часть Институтской, Лютеранской, Прорезной, Пушкинской, Фундуклеевской улиц и Думской площади. Около 200 крупных жилых и административных зданий было разрушено взрывами и сожжено.

<…> Первый взрыв облаком дыма затмил ясный день. Пламя охватило магазин «Детский Мир», который находился на углу Прорезной улицы и Крещатика. С этого все началось. Взрыв шел за взрывом. Пожар распространялся вверх по Прорезной улице и перекинулся на обе стороны Крещатика. Ночью киевляне наблюдали большое кровавое зарево, которое не утихало и только неустанно разрасталась. Большевики разрушили водопровод. Пожар тушить было невозможно. В то время огонь был хозяином – он пожирал и уничтожал дом за домом. Сгорело пять лучших кинотеатров, театр юного зрителя, театр КОВО, радиотеатр, консерватория и музыкальная школа, центральный почтамт, дом горсовета, два крупнейших универмага, пять лучших ресторанов и кафе, цирк, городской ломбард, пять крупнейших гостиниц («Континенталь», «Савой», «Грандотель» и другие), центральная городская железнодорожная станция (билетные кассы), дом архитектора и ученых, два пассажа, типография, 8-я обувная фабрика, средняя школа, более 100 лучших магазинов. Погибло много библиотек, интересных документов, ценных вещей. Например, в Киевской консерватории сгорел большой орган и около 200 роялей и пианино.
В целом в сентябре были уничтожены одни из лучших архитектурных образцов модерна, неоренессанса, классицизма и необарокко.

## Восстановление
После освобождения Киева в 1943 году советская власть в первую очередь начала восстановление стратегически важных объектов: мостов и промышленных предприятий. Работы по расчистке завалов на главной улице республики были организованы по распоряжению Совнаркома УССР весной 1944 года. Для их проведения был создан Крещатикстрой. В работах участвовали горожане и военнослужащие, были мобилизованы жители близлежащих сёл, а также привлечены военнопленные. Всего на работы ежедневно выходило 7—8 тысяч человек, а в летний период — до 15 тысяч. Благодаря этим усилиям, улицу расчистили к концу 1944 года, а к осени 1945 положили асфальт и посадили деревья.
Восстановление застройки планировалось провести на конкурсной основе. 22 июня 1944 года был объявлен прием проектов, которые затем представили на суд общественности. Однако, как говорил один из участников конкурса, В. Степанов, получивший первую премию, реализовывать проект-победитель не собирались. Прошёл второй этап конкурса с участием трёх проектов, но победитель назван не был. В итоге восстановление улицы поручили группе во главе с главным архитектором Киева А. Власовым. Застройка началась в 1949 году и в целом завершилась к 1956 году.